# わたなべぢゅんいち
わたなべ ぢゅんいち（本名：渡邊 淳一、1962年 - 2007年1月22日）は、日本のアニメーション演出家、アニメーション監督。
かつてはアニメ作画スタジオの有限会社ビーボォーに所属していた（湖川友謙主宰、板野一郎、平野俊貴らが所属）。主にOVA作品で監督や演出、脚本や撮影監督を務めた。
2007年、スタジオで電話中に脳溢血を起こし、同年1月22日に死去した。享年44。

## 主な参加作品

### テレビシリーズ
- 無限のリヴァイアス （1999年-2000年、#1演出）
- サクラ大戦TV （2000年、デジタルワーク）
- FF：U 〜ファイナルファンタジー:アンリミテッド〜 （2001年-2002年、絵コンテ・演出）
- シャーマンキング （2001年-2002年、#54絵コンテ）
- 十二国記 （2002年-2003年、#42演出） ※わたなべじゅんいち名義
- OVERMANキングゲイナー （2002年-2003年、#15演出）
- おねがい☆ツインズ （2003年、演出）
- 美鳥の日々 （2004年、演出）
- ケロロ軍曹 （2004年-、演出）
- 花右京メイド隊 La Verite （2004年、撮影監督）※樋口哲治と共同
- 陰陽大戦記 （2004年-2005年、演出）
- トランスフォーマー ギャラクシーフォース （2005年、演出）
- ゼーガペイン （2006年、特技監督・演出・#22モンスターデザイン）
- 錬金3級 まじかる?ぽか〜ん （2006年、撮影監督）※小澤次雄と共同
- オーバン・スターレーサーズ （2006年-2007年、3Dシーン演出）
- 神曲奏界ポリフォニカ （2007年、チーフディレクター）※放送前に逝去

### OVA
- 戦え!!イクサー1 （1985年-1987年、モンスターデザイン）
- Call Me トゥナイト （1986年、モンスターデザイン・モンスター作監）
- 魔龍戦紀（1987年、脚本・作画監督補）
- 妖刀伝 （1987年-1988年、モンスターデザイン）
- 学園便利屋シリーズ アンティークハート （1988年、監督）
- 破邪大星ダンガイオー （1987年-1989年、モンスターデザイン）
- 孔雀王 鬼還祭 （1988年、クリーチャーデザイン）
- DELUXE ARIEL （1989年、監督）
- ARIEL VISUAL （1989年、監督・脚本）
- 虚無戦史MIROKU （1989年、絵コンテ・演出）
- 魔狩人 デーモンハンター （1989年、キャラクターデザイン）※もりやまゆうじと共同
- 1+2=パラダイス2 対決!桃色姉妹V.S.好色女王蜂 （1990年、監督）
- 魍魎戦記MADARAシリーズ （1991年、キャラクターデザイン）※もりやまゆうじと共同
  - 魍魎戦記マダラ 上巻 胎蔵編
  - 魍魎戦記マダラ 下巻 金剛編
- JOKER マージナル・シティ （1992年、脚本）
- グリーンレジェンド乱 （1992年、演出）
- コゼットの肖像 （2004年、#2撮影監督）

### ゲーム
- THE GOD OF DEATH （2005年、OPアニメーション演出）
- THE はじめてのRPG 〜伝説の継承者〜（2004年、原画）

### 小説
- 平安京英雄譚シリーズ （出版：勁文社）
  - 羅城門の鬼 （1991年）
  - 炎ゆる妖都 （1991年）
  - 闇の饗宴 （1991年）
- 大江戸乱学事始シリーズ （出版：メディアワークス）
  - 源内化け猫暴き （1993年）
  - おいてけ堀の怪 （1994年）